# Kings & Queens (Jamie T)
Kings & Queens is het tweede studioalbum van de Engelse singer-songwriter Jamie T, dat op 7 september 2009 voor het eerst in het Verenigd Koninkrijk werd uitgebracht. Het album bereikte nummer 2 in de UK Albums Chart.

## Singles
De eerste single van het album was "Sticks 'n' Stones", uitgebracht op 29 juni 2009. Het bevatte drie B-kantjes; "St. Christopher", "On The Green" en "The Dance of the Young Professionals" en bereikte nummer 15 in de UK Singles Chart.
"Chaka Demus" was de tweede single van het album en kwam een week voor het album uit, op 31 augustus. Hij bereikte nummer 23 in de UK Singles Chart. "The Man's Machine" was de derde single van het album, uitgebracht op 23 november 2009. De vierde single van het album, een opnieuw opgenomen versie van "Emily's Heart" samen met een cover van Bruce Springsteen's "Atlantic City" als B-kant, werd uitgebracht op 15 maart. Een videoclip voor "Emily's Heart" werd uitgebracht in februari 2010.

## Tracklist
| Nr.                           | Titel                                          | Duur                                           |
| ----------------------------- | ---------------------------------------------- | ---------------------------------------------- |
| 1.                            | "368"                                          | 4:43                                           |
| 2.                            | "Hocus Pocus"                                  | 3:31                                           |
| 3.                            | "Sticks 'n' Stones"                            | 4:01                                           |
| 4.                            | "The Man's Machine"                            | 4:50                                           |
| 5.                            | "Emily's Heart"                                | 4:08                                           |
| 6.                            | "Chaka Demus"                                  | 3:35                                           |
| 7.                            | "Spider's Web"                                 | 4:44                                           |
| 8.                            | "Castro Dies"                                  | 2:59                                           |
| 9.                            | "Earth, Wind & Fire"                           | 3:45                                           |
| 10.                           | "British Intelligence"                         | 3:19                                           |
| 11.                           | "Jilly Armeen"                                 | 3:14                                           |
| Totale duur:                  | Totale duur:                                   | 42:49                                          |
| iTunes-versie                 |                                                |                                                |
| Nr.                           | Titel                                          | Duur                                           |
| 12.                           | "The Curious Sound"                            | 2:52                                           |
| Totale duur:                  | Totale duur:                                   | 45:41                                          |
| Japanse versie (bonus tracks) |                                                |                                                |
| Nr.                           | Titel                                          | Titel                                          |
| 1.                            | "Saint Christopher"                            | "Saint Christopher"                            |
| 2.                            | "On the Green"                                 | "On the Green"                                 |
| 3.                            | "Spider's Web" (Live at the Electric Ballroom) | "Spider's Web" (Live at the Electric Ballroom) |
| 4.                            | "Chaka Demus" (Toddla T Remix)                 | "Chaka Demus" (Toddla T Remix)                 |

## Ontvangst
Het album kreeg positieve kritieken van critici, waarbij Brianna Saraceno van Drowned in Sound die het uitriep tot "een doorslaand succes". Op recensie-aggregator Metacritic kreeg Kings & Queens een score van 74 uit 100, gebaseerd op 13 professionele recensies.

## Uitgave in Japan
Kings & Queens werd op 17 februari 2010 in Japan uitgebracht door Tearbridge International met 4 extra bonus nummers.